# La Tête haute
La Tête haute (titulada La cabeza alta en España y Argentina, y Con la frente en alto en el resto de Hispanoamérica) es el nombre de una película francesa de género drama dirigida por Emmanuelle Bercot y estrenada en 2015. Esta fue protagonizada por Catherine Deneuve y Rod Paradot.
Se trata de la difícil situación que enfrenta un joven adolescente de dieciséis años para salir adelante, llevando un triste pasado y preparándose para dejar las malas costumbres y su comportamiento criminal. Esto le traerá posibilidades al ser ayudado por una juez encargada de los menores de edad
La película fue proyectada en el Festival de Cannes de 2015 como película inaugural, aunque fuera de competición. Además, ha recibido un total de ocho nominaciones en los Premios César y una victoria en los Prix Lumiere.

## Sinopsis
La tête haute es una película dramática francesa dirigida por Emmanuelle Bercot que narra la historia de Malony, un adolescente marcado por una infancia de abandono, conflicto y exclusión social. Desde los seis años, entra y sale del sistema de justicia juvenil. Su trayectoria cambia progresivamente gracias al compromiso de la jueza de menores Florence Blaque y del educador Yann, quienes apuestan por una intervención educativa sostenida. La película ofrece una mirada realista sobre las dificultades y posibilidades de reinserción de los jóvenes en situación de riesgo.

## Reparto

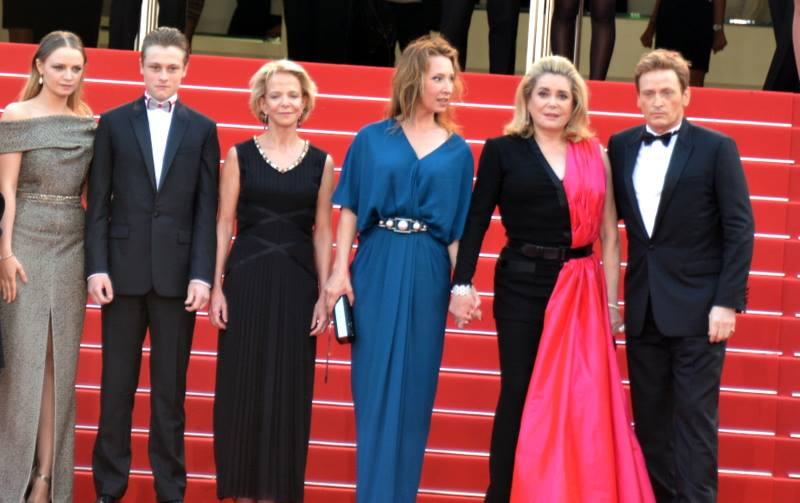
La directora de la película junto al elenco principal en el Festival de Cannes.

- Catherine Deneuve como la juez Florence Blaque.
- Rod Paradot como Malony.
- Benoît Magimel como Yann.
- Sara Forestier como Séverine.
- Diane Rouxel como Tess.
- Catherine Salée como Gladys Vatier.
- Élizabeth Mazev como Claudine.
- Anne Suarez como JDC director.
- Christophe Meynet como Sr. Robin
- Martin Loizillon
- Enzo Trouillet como Malony (6 años).
- Michel Masiero como el abuelo.

## Premios y nominaciones
| Año  | Categoría                             | Persona nominada | Resultado |
| ---- | ------------------------------------- | ---------------- | --------- |
| 2015 | Cisne de Oro al mejor actor           | Benoît Magimel   | Ganador   |
| 2015 | Premio Primer Encuentro - Mejor actor | Rod Paradot      | Ganador   |

| Año  | Categoría                                  | Resultado |
| ---- | ------------------------------------------ | --------- |
| 2015 | Premio Princesa Dialta a la mejor película | Nominada  |

| Año  | Categoría                  | Persona nominada                  | Resultado |
| ---- | -------------------------- | --------------------------------- | --------- |
| 2016 | Mejor película             | Mejor película                    | Nominada  |
| 2016 | Mejor dirección            | Emmanuelle Bercot                 | Nominada  |
| 2016 | Mejor actriz               | Catherine Deneuve                 | Nominada  |
| 2016 | Mejor actriz secundaria    | Sara Forestier                    | Nominada  |
| 2016 | Mejor actor secundario     | Benoît Magimel                    | Ganador   |
| 2016 | Mejor esperanza femenina   | Diane Rouxel                      | Nominada  |
| 2016 | Mejor revelación masculina | Rod Paradot                       | Ganador   |
| 2016 | Mejor guion original       | Emmanuelle Bercot y Marcia Romano | Nominadas |

| Año  | Categoría                  | Persona nominada | Resultado |
| ---- | -------------------------- | ---------------- | --------- |
| 2016 | Mejor revelación masculina | Rod Paradot      | Ganador   |